# Furacão Emilia (1994)
Furacão Emilia foi, na época, o ciclone tropical mais forte já registrado no Oceano Pacífico Central, e o segundo ciclone tropical a ser classificado como um furacão de Categoria 5 - a classificação mais alta na Escala de furacões de Saffir-Simpson. No entanto, o Furacão Gilma no final daquele ano, o Furacão Ioke em 2006, e os furacões Lane e Walaka em 2018 atingiram pressões barométricas menores no Pacífico Central. A quinta tempestade nomeada e o primeiro de três furacões de Categoria 5 da Temporada de furacões no Pacífico de 1994, o Furacão Emilia desenvolveu-se a partir duma área de baixa pressão ao sudeste do Havaí em 16 de julho. Seguindo para o oeste, a depressão tropical inicial intensificou-se numa tempestade tropical várias horas após a ciclogênese tropical. Posteriormente, o Furacão Emilia entrou no Oceano Pacífico Central e mudou-se para a área de responsabilidade do Centro de Furacões do Pacífico Central.
Após atingir a intensidade de furacão no dia seguinte, o ciclone tropical começou a intensificar-se rapidamente, e no final de 19 de julho, o Furacão Emilia atingiu seu pico de intensidade com ventos máximos sustentados de 160 mph (260 km/h) e uma pressão barométrica mínima de 926 mbar (hPa; 27,34 inHg), classificando-o como um furacão de Categoria 5. Depois de leves oscilações de força, um cavado no nível superior forçou o intenso furacão a ir para o noroeste em 21 de julho, e o Furacão Emilia começou a enfraquecer a partir de então. O ciclone tropical encontrou uma área de cisalhamento do vento vertical e temperaturas da superfície do mar frias, o que enfraqueceu ainda mais o sistema. No dia seguinte, o Furacão Emilia fez sua máxima aproximação da Ilha Grande do Havaí, mas posteriormente enfraqueceu-se para abaixo da intensidade de furacão. Essa tendência de enfraquecimento continuou, e o ciclone tropical dissipou-se completamente em 25 de julho. Embora não tenha atingido o solo, o Furacão Emilia trouxe grandes ondas para as ilhas do Havaí e provocou ventos fortes que resultaram em alguns danos materiais. Precipitação também foi relatada, mas permaneceu sob níveis moderados.

## História meteorológica
Em 29 de junho, uma onda tropical fraca saiu da costa oeste da África e atravessou o Atlântico, sem mostrar sinais de organização ou atividade convectiva. Movendo-se dentro da Zona de Convergência Intertropical, o distúrbio tropical permaneceu inativo até 14 de julho, quando se desenvolveu em uma área de baixa pressão de aproximadamente 2 110 milhas (3 400 quilômetros) a leste-sudeste do arquipélago do Havaí. Uma circulação de baixo nível tornou-se evidente, e o sistema foi designado como depressão tropical em 16 de julho. Dentro de 12 horas, imagens de satélite sugeriram que o sistema havia se intensificado para a tempestade tropical Emilia com ventos sustentados de 40 mph (64 km/h). Emilia gradualmente se intensificou em um furacão mínimo na manhã seguinte, enquanto se movia para oeste-noroeste. Às 18:00 UTC, foi elevada ao status de Categoria 2 ao cruzar 140 °W e entrar na área de responsabilidade do Centro de Furacões do Pacífico Central (CPHC), que observou que Emilia estava "bem desenvolvida". Emilia então passou para intensificar-se rapidamente, com ventos máximos sustentados aumentando de 105 para 160 mph (169 para 257 km/h) nas próximas 48 horas. No pico de força, uma aeronave de reconhecimento da Força Aérea mediu uma pressão central mínima de 926 mbar (27,34 inHg), a pressão mais baixa já registrada em um furacão do Pacífico Central naquela época.[a]